# Lista de bens tombados em Itu

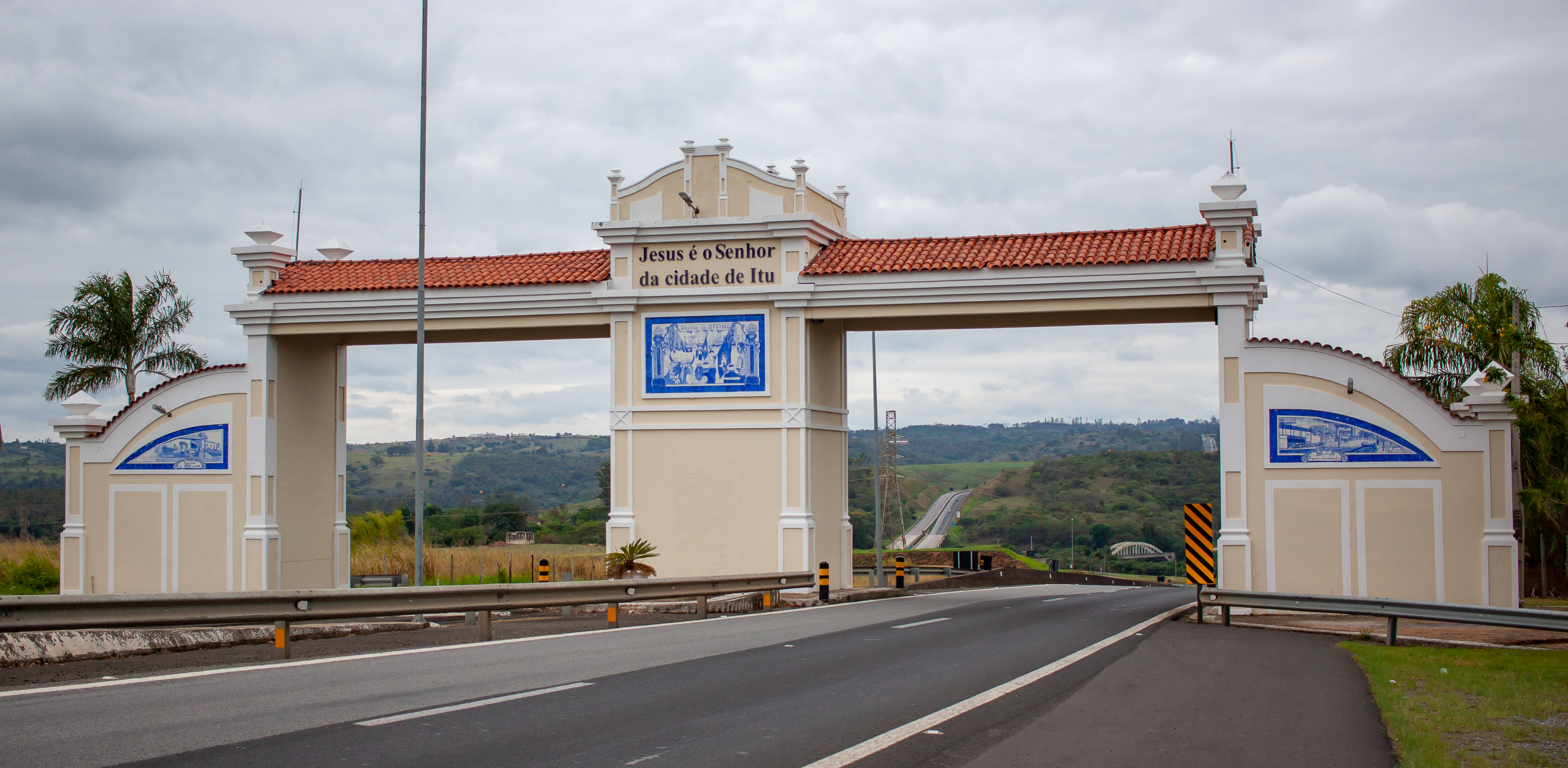
Portal de entrada a Itu

A lista de bens tombados em Itu reúne itens do patrimônio cultural e histórico de Itu. Os atos de tombamento estadual foram realizados pelo CONDEPHAAT. Construções são também reconhecidas pelo IPHAN.
Itu é uma cidade no interior de São Paulo reconhecida por sua relevância cultural e histórica. O patrimônio tombado  inclui principalmente construções relevantes para a Convenção de Itu.
| Imagem       | Bem                                                                       | Coordenadas                                               | Tombamento                                                                                             | Referência |
| ------------ | ------------------------------------------------------------------------- | --------------------------------------------------------- | --- | ---------- |
| Mais imagens | Antiga Estação de Itu                                                     | 23° 15′ 25″ S, 47° 18′ 20″ O                              | bem tombado pelo CONDEPHAAT                                                                            |            |
|              | Antigo Asilo Colônia Pirapitingui                                         | 23° 22′ 51″ S, 47° 20′ 22″ O                              | bem tombado pelo CONDEPHAAT                                                                            |            |
| Mais imagens | Antigo Colégio São Luís                                                   | 23° 15′ 52″ S, 47° 17′ 39″ O                              | bem tombado pelo CONDEPHAAT                                                                            |            |
| Mais imagens | Asilo de Mendicidade Nossa Senhora da Candelária                          | 23° 16′ 02″ S, 47° 18′ 20″ O                              | bem tombado pelo CONDEPHAAT                                                                            |            |
| Mais imagens | Café Mercedes                                                             | 23° 16′ 13″ S, 47° 17′ 37″ O                              | bem tombado pelo CONDEPHAAT                                                                            |            |
| Mais imagens | Casa Almeida Jr.                                                          | 23° 15′ 53″ S, 47° 17′ 51″ O                              | bem tombado pelo CONDEPHAAT                                                                            |            |
| Mais imagens | Casa Imperial                                                             | 23° 15′ 38″ S, 47° 18′ 12″ O                              | bem tombado pelo CONDEPHAAT                                                                            |            |
| Mais imagens | Centro Histórico de Itu                                                   | 23° 15′ 53″ S, 47° 18′ 17″ O                              | bem tombado pelo CONDEPHAAT                                                                            |            |
| Mais imagens | Chalé                                                                     | 23° 15′ 47″ S, 47° 18′ 01″ O                              | bem tombado pelo CONDEPHAAT                                                                            |            |
| Mais imagens | Clube Comerciários                                                        | 23° 15′ 52″ S, 47° 18′ 01″ O                              | bem tombado pelo CONDEPHAAT                                                                            |            |
| Mais imagens | Clube Ituano                                                              | 23° 15′ 50″ S, 47° 18′ 00″ O                              | bem tombado pelo CONDEPHAAT                                                                            |            |
| Mais imagens | Colégio Voiron                                                            | 23° 16′ 04″ S, 47° 17′ 57″ O                              | bem tombado pelo CONDEPHAAT                                                                            |            |
| Mais imagens | Cooperativa do Sesi                                                       | 23° 15′ 52″ S, 47° 18′ 06″ O                              | bem tombado pelo CONDEPHAAT                                                                            |            |
| Mais imagens | Cruzeiro Franciscano                                                      | 23° 15′ 39″ S, 47° 18′ 11″ O                              | bem tombado pelo CONDEPHAAT                                                                            |            |
| Mais imagens | E. E. Regente Feijó                                                       | 23° 15′ 52″ S, 47° 18′ 03″ O                              | bem tombado pelo CONDEPHAAT                                                                            |            |
| Mais imagens | E.E. Convenção de Itu                                                     | 23° 16′ 06″ S, 47° 17′ 42″ O 23° 16′ 05″ S, 47° 17′ 41″ O | bem tombado pelo CONDEPHAAT                                                                            |            |
| Mais imagens | Edifício da Fábrica de Tecidos São Luís                                   | 23° 15′ 40″ S, 47° 18′ 10″ O                              | bem tombado pelo CONDEPHAAT                                                                            |            |
| Mais imagens | Edifício à Rua 21 de Abril, 153                                           | 23° 15′ 51″ S, 47° 18′ 06″ O                              | bem tombado pelo CONDEPHAAT                                                                            |            |
| Mais imagens | Edifício à Rua 21 de Abril, 178                                           | 23° 15′ 51″ S, 47° 18′ 07″ O                              | bem tombado pelo CONDEPHAAT                                                                            |            |
| Mais imagens | Edifício à Rua Barão do Itaim, 113/121                                    | 23° 15′ 53″ S, 47° 17′ 56″ O                              | bem tombado pelo CONDEPHAAT                                                                            |            |
| Mais imagens | Edifício à Rua Barão do Itaim, 128                                        | 23° 15′ 53″ S, 47° 17′ 56″ O                              | bem tombado pelo CONDEPHAAT                                                                            |            |
| Mais imagens | Edifício à Rua Barão do Itaim, 149                                        | 23° 15′ 53″ S, 47° 17′ 55″ O                              | bem tombado pelo CONDEPHAAT                                                                            |            |
| Mais imagens | Edifício à Rua Barão do Itaim, 167                                        | 23° 15′ 54″ S, 47° 17′ 54″ O                              | bem tombado pelo CONDEPHAAT                                                                            |            |
| Mais imagens | Edifício à Rua Barão do Itaim, 180/188                                    | 23° 15′ 54″ S, 47° 17′ 55″ O                              | bem tombado pelo CONDEPHAAT                                                                            |            |
| Mais imagens | Edifício à Rua Barão do Itaim, 210                                        | 23° 15′ 55″ S, 47° 17′ 54″ O                              | bem tombado pelo CONDEPHAAT                                                                            |            |
| Mais imagens | Edifício à Rua Barão do Itaim, 211                                        | 23° 15′ 54″ S, 47° 17′ 54″ O                              | bem tombado pelo CONDEPHAAT                                                                            |            |
| Mais imagens | Edifício à Rua Barão do Itaim, 70                                         | 23° 15′ 52″ S, 47° 17′ 57″ O                              | bem tombado pelo CONDEPHAAT                                                                            |            |
| Mais imagens | Edifício à Rua Barão do Itaim, 90                                         | 23° 15′ 52″ S, 47° 17′ 57″ O                              | bem tombado pelo CONDEPHAAT                                                                            |            |
| Mais imagens | Edifício à Rua Barão do Itaim, 92                                         | 23° 15′ 52″ S, 47° 17′ 57″ O                              | bem tombado pelo CONDEPHAAT                                                                            |            |
| Mais imagens | Edifício à Rua Barão do Rio Branco, 121                                   | 23° 15′ 36″ S, 47° 18′ 07″ O                              | bem tombado pelo CONDEPHAAT                                                                            |            |
| Mais imagens | Edifício à Rua Barão do Rio Branco, 127                                   | 23° 15′ 36″ S, 47° 18′ 07″ O                              | bem tombado pelo CONDEPHAAT                                                                            |            |
| Mais imagens | Edifício à Rua Barão do Rio Branco, 139                                   | 23° 15′ 35″ S, 47° 18′ 07″ O                              | bem tombado pelo CONDEPHAAT                                                                            |            |
| Mais imagens | Edifício à Rua Barão do Rio Branco, 19                                    | 23° 15′ 38″ S, 47° 18′ 10″ O                              | bem tombado pelo CONDEPHAAT                                                                            |            |
| Mais imagens | Edifício à Rua Barão do Rio Branco, 31                                    | 23° 15′ 38″ S, 47° 18′ 10″ O                              | bem tombado pelo CONDEPHAAT                                                                            |            |
| Mais imagens | Edifício à Rua Barão do Rio Branco, 33                                    | 23° 15′ 38″ S, 47° 18′ 09″ O                              | bem tombado pelo CONDEPHAAT                                                                            |            |
| Mais imagens | Edifício à Rua Barão do Rio Branco, 43                                    | 23° 15′ 37″ S, 47° 18′ 09″ O                              | bem tombado pelo CONDEPHAAT                                                                            |            |
| Mais imagens | Edifício à Rua Benjamin Constant, 336                                     | 23° 16′ 01″ S, 47° 17′ 34″ O                              | bem tombado pelo CONDEPHAAT                                                                            |            |
| Mais imagens | Edifício à Rua Cleto Fanchini, 592                                        | 23° 16′ 24″ S, 47° 18′ 16″ O                              | bem tombado pelo CONDEPHAAT                                                                            |            |
| Mais imagens | Edifício à Rua Domingos Fernandes, 140                                    | 23° 15′ 59″ S, 47° 17′ 48″ O                              | bem tombado pelo CONDEPHAAT                                                                            |            |
| Mais imagens | Edifício à Rua Domingos Fernandes, esquina com Rua Floriano Peixoto, 1306 | 23° 15′ 59″ S, 47° 17′ 47″ O                              | bem tombado pelo CONDEPHAAT                                                                            |            |
| Mais imagens | Edifício à Rua Floriano Peixoto, 1014                                     | 23° 15′ 51″ S, 47° 17′ 54″ O                              | bem tombado pelo CONDEPHAAT                                                                            |            |
| Mais imagens | Edifício à Rua Floriano Peixoto, 1045                                     | 23° 15′ 51″ S, 47° 17′ 52″ O                              | bem tombado pelo CONDEPHAAT                                                                            |            |
| Mais imagens | Edifício à Rua Floriano Peixoto, 1062                                     | 23° 15′ 52″ S, 47° 17′ 53″ O                              | bem tombado pelo CONDEPHAAT                                                                            |            |
| Mais imagens | Edifício à Rua Floriano Peixoto, 1084                                     | 23° 15′ 52″ S, 47° 17′ 52″ O                              | bem tombado pelo CONDEPHAAT                                                                            |            |
| Mais imagens | Edifício à Rua Floriano Peixoto, 1098                                     | 23° 15′ 53″ S, 47° 17′ 52″ O                              | bem tombado pelo CONDEPHAAT                                                                            |            |
| Mais imagens | Edifício à Rua Floriano Peixoto, 122                                      | 23° 15′ 30″ S, 47° 18′ 15″ O                              | bem tombado pelo CONDEPHAAT                                                                            |            |
| Mais imagens | Edifício à Rua Floriano Peixoto, 1247                                     | 23° 15′ 56″ S, 47° 17′ 47″ O                              | bem tombado pelo CONDEPHAAT                                                                            |            |
| Mais imagens | Edifício à Rua Floriano Peixoto, 1265                                     | 23° 15′ 56″ S, 47° 17′ 47″ O                              | bem tombado pelo CONDEPHAAT                                                                            |            |
| Mais imagens | Edifício à Rua Floriano Peixoto, 1275                                     | 23° 15′ 57″ S, 47° 17′ 47″ O                              | bem tombado pelo CONDEPHAAT                                                                            |            |
| Mais imagens | Edifício à Rua Floriano Peixoto, 1287                                     | 23° 15′ 57″ S, 47° 17′ 47″ O                              | bem tombado pelo CONDEPHAAT                                                                            |            |
| Mais imagens | Edifício à Rua Floriano Peixoto, 1306                                     | 23° 15′ 59″ S, 47° 17′ 46″ O                              | bem tombado pelo CONDEPHAAT                                                                            |            |
| Mais imagens | Edifício à Rua Floriano Peixoto, 1307                                     | 23° 15′ 57″ S, 47° 17′ 46″ O                              | bem tombado pelo CONDEPHAAT                                                                            |            |
| Mais imagens | Edifício à Rua Floriano Peixoto, 1311                                     | 23° 15′ 58″ S, 47° 17′ 46″ O                              | bem tombado pelo CONDEPHAAT                                                                            |            |
| Mais imagens | Edifício à Rua Floriano Peixoto, 1315                                     | 23° 15′ 58″ S, 47° 17′ 46″ O                              | bem tombado pelo CONDEPHAAT                                                                            |            |
| Mais imagens | Edifício à Rua Floriano Peixoto, 1386                                     | 23° 16′ 00″ S, 47° 17′ 45″ O                              | bem tombado pelo CONDEPHAAT                                                                            |            |
| Mais imagens | Edifício à Rua Floriano Peixoto, 1478/1492                                | 23° 16′ 02″ S, 47° 17′ 42″ O                              | bem tombado pelo CONDEPHAAT                                                                            |            |
| Mais imagens | Edifício à Rua Floriano Peixoto, 194                                      | 23° 15′ 52″ S, 47° 18′ 07″ O                              | bem tombado pelo CONDEPHAAT                                                                            |            |
| Mais imagens | Edifício à Rua Floriano Peixoto, 204                                      | 23° 15′ 52″ S, 47° 18′ 08″ O                              | bem tombado pelo CONDEPHAAT                                                                            |            |
| Mais imagens | Edifício à Rua Floriano Peixoto, 275                                      | 23° 15′ 33″ S, 47° 18′ 11″ O                              | bem tombado pelo CONDEPHAAT                                                                            |            |
| Mais imagens | Edifício à Rua Floriano Peixoto, 276                                      | 23° 15′ 33″ S, 47° 18′ 12″ O                              | bem tombado pelo CONDEPHAAT                                                                            |            |
| Mais imagens | Edifício à Rua Floriano Peixoto, 284                                      | 23° 15′ 34″ S, 47° 18′ 12″ O                              | bem tombado pelo CONDEPHAAT                                                                            |            |
| Mais imagens | Edifício à Rua Floriano Peixoto, 288                                      | 23° 15′ 34″ S, 47° 18′ 11″ O                              | bem tombado pelo CONDEPHAAT                                                                            |            |
| Mais imagens | Edifício à Rua Floriano Peixoto, 290                                      | 23° 15′ 34″ S, 47° 18′ 11″ O                              | bem tombado pelo CONDEPHAAT                                                                            |            |
| Mais imagens | Edifício à Rua Floriano Peixoto, 318                                      | 23° 15′ 34″ S, 47° 18′ 11″ O                              | bem tombado pelo CONDEPHAAT                                                                            |            |
| Mais imagens | Edifício à Rua Floriano Peixoto, 326                                      | 23° 15′ 35″ S, 47° 18′ 11″ O                              | bem tombado pelo CONDEPHAAT                                                                            |            |
| Mais imagens | Edifício à Rua Floriano Peixoto, 328                                      | 23° 15′ 35″ S, 47° 18′ 10″ O                              | bem tombado pelo CONDEPHAAT                                                                            |            |
| Mais imagens | Edifício à Rua Floriano Peixoto, 346/358                                  | 23° 15′ 35″ S, 47° 18′ 10″ O                              | bem tombado pelo CONDEPHAAT                                                                            |            |
| Mais imagens | Edifício à Rua Floriano Peixoto, 460                                      | 23° 15′ 38″ S, 47° 18′ 07″ O                              | bem tombado pelo CONDEPHAAT                                                                            |            |
| Mais imagens | Edifício à Rua Floriano Peixoto, 480                                      | 23° 15′ 38″ S, 47° 18′ 07″ O                              | bem tombado pelo CONDEPHAAT                                                                            |            |
| Mais imagens | Edifício à Rua Floriano Peixoto, 507                                      | 23° 15′ 38″ S, 47° 18′ 06″ O                              | bem tombado pelo CONDEPHAAT                                                                            |            |
| Mais imagens | Edifício à Rua Floriano Peixoto, 627                                      | 23° 15′ 41″ S, 47° 18′ 03″ O                              | bem tombado pelo CONDEPHAAT                                                                            |            |
| Mais imagens | Edifício à Rua Floriano Peixoto, 643                                      | 23° 15′ 42″ S, 47° 18′ 02″ O                              | bem tombado pelo CONDEPHAAT                                                                            |            |
| Mais imagens | Edifício à Rua Floriano Peixoto, 651                                      | 23° 15′ 42″ S, 47° 18′ 02″ O                              | bem tombado pelo CONDEPHAAT                                                                            |            |
| Mais imagens | Edifício à Rua Floriano Peixoto, 774                                      | 23° 15′ 45″ S, 47° 18′ 00″ O                              | bem tombado pelo CONDEPHAAT                                                                            |            |
| Mais imagens | Edifício à Rua Floriano Peixoto, 824                                      | 23° 15′ 46″ S, 47° 17′ 58″ O                              | bem tombado pelo CONDEPHAAT                                                                            |            |
| Mais imagens | Edifício à Rua Floriano Peixoto, 830                                      | 23° 15′ 47″ S, 47° 17′ 58″ O                              | bem tombado pelo CONDEPHAAT                                                                            |            |
| Mais imagens | Edifício à Rua Garcia Moreno, 128                                         | 23° 15′ 52″ S, 47° 17′ 45″ O                              | bem tombado pelo CONDEPHAAT                                                                            |            |
| Mais imagens | Edifício à Rua Graciano Olavo Geribello, 162                              | 23° 15′ 56″ S, 47° 18′ 20″ O                              | bem tombado pelo CONDEPHAAT                                                                            |            |
| Mais imagens | Edifício à Rua Graciano Olavo Geribello, 172                              | 23° 15′ 56″ S, 47° 18′ 20″ O                              | bem tombado pelo CONDEPHAAT                                                                            |            |
| Mais imagens | Edifício à Rua Graciano Olavo Geribello, 174                              | 23° 15′ 56″ S, 47° 18′ 20″ O                              | bem tombado pelo CONDEPHAAT                                                                            |            |
| Mais imagens | Edifício à Rua Graciano Olavo Geribello, 194                              | 23° 15′ 56″ S, 47° 18′ 21″ O                              | bem tombado pelo CONDEPHAAT                                                                            |            |
| Mais imagens | Edifício à Rua Graciano Olavo Geribello, 200                              | 23° 15′ 56″ S, 47° 18′ 21″ O                              | bem tombado pelo CONDEPHAAT                                                                            |            |
| Mais imagens | Edifício à Rua Graciano Olavo Geribello, 202                              | 23° 15′ 56″ S, 47° 18′ 21″ O                              | bem tombado pelo CONDEPHAAT                                                                            |            |
| Mais imagens | Edifício à Rua Graciano Olavo Geribello, 204                              | 23° 15′ 56″ S, 47° 18′ 21″ O                              | bem tombado pelo CONDEPHAAT                                                                            |            |
| Mais imagens | Edifício à Rua Graciano Olavo Geribello, 248                              | 23° 15′ 57″ S, 47° 18′ 23″ O                              | bem tombado pelo CONDEPHAAT                                                                            |            |
| Mais imagens | Edifício à Rua Gustavo Paula Leite, 30                                    | 23° 15′ 56″ S, 47° 18′ 22″ O                              | bem tombado pelo CONDEPHAAT                                                                            |            |
| Mais imagens | Edifício à Rua Gustavo Paula Leite, 32                                    | 23° 15′ 56″ S, 47° 18′ 22″ O                              | bem tombado pelo CONDEPHAAT                                                                            |            |
| Mais imagens | Edifício à Rua Gustavo Paula Leite, 42                                    | 23° 15′ 55″ S, 47° 18′ 22″ O                              | bem tombado pelo CONDEPHAAT                                                                            |            |
| Mais imagens | Edifício à Rua Gustavo Paula Leite, 44                                    | 23° 15′ 55″ S, 47° 18′ 22″ O                              | bem tombado pelo CONDEPHAAT                                                                            |            |
| Mais imagens | Edifício à Rua Gustavo Paula Leite, 54                                    | 23° 15′ 55″ S, 47° 18′ 22″ O                              | bem tombado pelo CONDEPHAAT                                                                            |            |
| Mais imagens | Edifício à Rua Gustavo Paula Leite, 56                                    | 23° 15′ 55″ S, 47° 18′ 22″ O                              | bem tombado pelo CONDEPHAAT                                                                            |            |
| Mais imagens | Edifício à Rua Gustavo Paula Leite, 68                                    | 23° 15′ 55″ S, 47° 18′ 22″ O                              | bem tombado pelo CONDEPHAAT                                                                            |            |
| Mais imagens | Edifício à Rua Gustavo Paula Leite, 70                                    | 23° 15′ 55″ S, 47° 18′ 22″ O                              | bem tombado pelo CONDEPHAAT                                                                            |            |
| Mais imagens | Edifício à Rua Joaquim Borges, 182                                        | 23° 16′ 08″ S, 47° 17′ 47″ O                              | bem tombado pelo CONDEPHAAT                                                                            |            |
| Mais imagens | Edifício à Rua Joaquim Borges, 230                                        | 23° 16′ 09″ S, 47° 17′ 45″ O                              | bem tombado pelo CONDEPHAAT                                                                            |            |
| Mais imagens | Edifício à Rua José Elias, 121                                            | 23° 15′ 53″ S, 47° 18′ 02″ O                              | bem tombado pelo CONDEPHAAT                                                                            |            |
| Mais imagens | Edifício à Rua José Elias, 34/36                                          | 23° 15′ 51″ S, 47° 18′ 00″ O                              | bem tombado pelo CONDEPHAAT                                                                            |            |
| Mais imagens | Edifício à Rua José Santoro, 100                                          | 23° 15′ 53″ S, 47° 18′ 21″ O                              | bem tombado pelo CONDEPHAAT                                                                            |            |
| Mais imagens | Edifício à Rua José Santoro, 102                                          | 23° 15′ 53″ S, 47° 18′ 21″ O                              | bem tombado pelo CONDEPHAAT                                                                            |            |
| Mais imagens | Edifício à Rua José Santoro, 112                                          | 23° 15′ 53″ S, 47° 18′ 21″ O                              | bem tombado pelo CONDEPHAAT                                                                            |            |
| Mais imagens | Edifício à Rua José Santoro, 114                                          | 23° 15′ 53″ S, 47° 18′ 21″ O                              | bem tombado pelo CONDEPHAAT                                                                            |            |
| Mais imagens | Edifício à Rua José Santoro, 122                                          | 23° 15′ 52″ S, 47° 18′ 21″ O                              | bem tombado pelo CONDEPHAAT                                                                            |            |
| Mais imagens | Edifício à Rua José Santoro, 27                                           | 23° 15′ 56″ S, 47° 18′ 21″ O                              | bem tombado pelo CONDEPHAAT                                                                            |            |
| Mais imagens | Edifício à Rua José Santoro, 28                                           | 23° 15′ 55″ S, 47° 18′ 20″ O                              | bem tombado pelo CONDEPHAAT                                                                            |            |
| Mais imagens | Edifício à Rua José Santoro, 29                                           | 23° 15′ 55″ S, 47° 18′ 21″ O                              | bem tombado pelo CONDEPHAAT                                                                            |            |
| Mais imagens | Edifício à Rua José Santoro, 30                                           | 23° 15′ 55″ S, 47° 18′ 20″ O                              | bem tombado pelo CONDEPHAAT                                                                            |            |
| Mais imagens | Edifício à Rua José Santoro, 40                                           | 23° 15′ 55″ S, 47° 18′ 20″ O                              | bem tombado pelo CONDEPHAAT                                                                            |            |
| Mais imagens | Edifício à Rua José Santoro, 41                                           | 23° 15′ 55″ S, 47° 18′ 21″ O                              | bem tombado pelo CONDEPHAAT                                                                            |            |
| Mais imagens | Edifício à Rua José Santoro, 42                                           | 23° 15′ 55″ S, 47° 18′ 21″ O                              | bem tombado pelo CONDEPHAAT                                                                            |            |
| Mais imagens | Edifício à Rua José Santoro, 43                                           | 23° 15′ 55″ S, 47° 18′ 21″ O                              | bem tombado pelo CONDEPHAAT                                                                            |            |
| Mais imagens | Edifício à Rua José Santoro, 52                                           | 23° 15′ 55″ S, 47° 18′ 21″ O                              | bem tombado pelo CONDEPHAAT                                                                            |            |
| Mais imagens | Edifício à Rua José Santoro, 53                                           | 23° 15′ 55″ S, 47° 18′ 21″ O                              | bem tombado pelo CONDEPHAAT                                                                            |            |
| Mais imagens | Edifício à Rua José Santoro, 54                                           | 23° 15′ 55″ S, 47° 18′ 21″ O                              | bem tombado pelo CONDEPHAAT                                                                            |            |
| Mais imagens | Edifício à Rua José Santoro, 55                                           | 23° 15′ 55″ S, 47° 18′ 21″ O                              | bem tombado pelo CONDEPHAAT                                                                            |            |
| Mais imagens | Edifício à Rua José Santoro, 64                                           | 23° 15′ 54″ S, 47° 18′ 21″ O                              | bem tombado pelo CONDEPHAAT                                                                            |            |
| Mais imagens | Edifício à Rua José Santoro, 65                                           | 23° 15′ 54″ S, 47° 18′ 21″ O                              | bem tombado pelo CONDEPHAAT                                                                            |            |
| Mais imagens | Edifício à Rua José Santoro, 66                                           | 23° 15′ 54″ S, 47° 18′ 21″ O                              | bem tombado pelo CONDEPHAAT                                                                            |            |
| Mais imagens | Edifício à Rua José Santoro, 67                                           | 23° 15′ 54″ S, 47° 18′ 21″ O                              | bem tombado pelo CONDEPHAAT                                                                            |            |
| Mais imagens | Edifício à Rua José Santoro, 76                                           | 23° 15′ 54″ S, 47° 18′ 21″ O                              | bem tombado pelo CONDEPHAAT                                                                            |            |
| Mais imagens | Edifício à Rua José Santoro, 77                                           | 23° 15′ 54″ S, 47° 18′ 21″ O                              | bem tombado pelo CONDEPHAAT                                                                            |            |
| Mais imagens | Edifício à Rua José Santoro, 78                                           | 23° 15′ 54″ S, 47° 18′ 21″ O                              | bem tombado pelo CONDEPHAAT                                                                            |            |
| Mais imagens | Edifício à Rua José Santoro, 79                                           | 23° 15′ 54″ S, 47° 18′ 21″ O                              | bem tombado pelo CONDEPHAAT                                                                            |            |
| Mais imagens | Edifício à Rua José Santoro, 88                                           | 23° 15′ 54″ S, 47° 18′ 21″ O                              | bem tombado pelo CONDEPHAAT                                                                            |            |
| Mais imagens | Edifício à Rua José Santoro, 89                                           | 23° 15′ 54″ S, 47° 18′ 21″ O                              | bem tombado pelo CONDEPHAAT                                                                            |            |
| Mais imagens | Edifício à Rua José Santoro, 90                                           | 23° 15′ 53″ S, 47° 18′ 21″ O                              | bem tombado pelo CONDEPHAAT                                                                            |            |
| Mais imagens | Edifício à Rua José Santoro, 91                                           | 23° 15′ 53″ S, 47° 18′ 22″ O                              | bem tombado pelo CONDEPHAAT                                                                            |            |
| Mais imagens | Edifício à Rua Madre Maria Teodora, 11                                    | 23° 15′ 46″ S, 47° 18′ 01″ O                              | bem tombado pelo CONDEPHAAT                                                                            |            |
| Mais imagens | Edifício à Rua Madre Maria Teodora, 15                                    | 23° 15′ 46″ S, 47° 18′ 01″ O                              | bem tombado pelo CONDEPHAAT                                                                            |            |
| Mais imagens | Edifício à Rua Madre Maria Teodora, 23                                    | 23° 15′ 46″ S, 47° 18′ 01″ O                              | bem tombado pelo CONDEPHAAT                                                                            |            |
| Mais imagens | Edifício à Rua Maestro José Vitório, 242                                  | 23° 15′ 47″ S, 47° 17′ 43″ O                              | bem tombado pelo CONDEPHAAT                                                                            |            |
| Mais imagens | Edifício à Rua Maestro José Vitório, 244                                  | 23° 15′ 47″ S, 47° 17′ 43″ O                              | bem tombado pelo CONDEPHAAT                                                                            |            |
| Mais imagens | Edifício à Rua Marechal Deodoro, 349                                      | 23° 15′ 35″ S, 47° 17′ 56″ O                              | bem tombado pelo CONDEPHAAT                                                                            |            |
| Mais imagens | Edifício à Rua Marechal Deodoro, 447                                      | 23° 15′ 37″ S, 47° 17′ 54″ O                              | bem tombado pelo CONDEPHAAT                                                                            |            |
| Mais imagens | Edifício à Rua Paula Souza, 215                                           | 23° 15′ 34″ S, 47° 18′ 15″ O                              | bem tombado pelo CONDEPHAAT                                                                            |            |
| Mais imagens | Edifício à Rua Paula Souza, 547                                           | 23° 15′ 41″ S, 47° 18′ 07″ O                              | bem tombado pelo CONDEPHAAT                                                                            |            |
| Mais imagens | Edifício à Rua Paula Souza, 603/607/613/617                               | 23° 15′ 43″ S, 47° 18′ 06″ O                              | bem tombado pelo CONDEPHAAT                                                                            |            |
| Mais imagens | Edifício à Rua Paula Souza, 637                                           | 23° 15′ 44″ S, 47° 18′ 05″ O                              | bem tombado pelo CONDEPHAAT                                                                            |            |
| Mais imagens | Edifício à Rua Paula Souza, 655                                           | 23° 15′ 44″ S, 47° 18′ 04″ O                              | bem tombado pelo CONDEPHAAT                                                                            |            |
| Mais imagens | Edifício à Rua Santa Cruz, 1053                                           | 23° 15′ 49″ S, 47° 17′ 46″ O                              | bem tombado pelo CONDEPHAAT                                                                            |            |
| Mais imagens | Edifício à Rua Santa Cruz, 1087/1095                                      | 23° 15′ 50″ S, 47° 17′ 45″ O                              | bem tombado pelo CONDEPHAAT                                                                            |            |
| Mais imagens | Edifício à Rua Santa Cruz, 222/226                                        | 23° 15′ 30″ S, 47° 18′ 07″ O                              | bem tombado pelo CONDEPHAAT                                                                            |            |
| Mais imagens | Edifício à Rua Santa Cruz, 414/422                                        | 23° 15′ 35″ S, 47° 18′ 02″ O                              | bem tombado pelo CONDEPHAAT                                                                            |            |
| Mais imagens | Edifício à Rua Santa Cruz, 442/448                                        | 23° 15′ 35″ S, 47° 18′ 02″ O                              | bem tombado pelo CONDEPHAAT                                                                            |            |
| Mais imagens | Edifício à Rua Santa Cruz, 506/520                                        | 23° 15′ 37″ S, 47° 18′ 00″ O                              | bem tombado pelo CONDEPHAAT                                                                            |            |
| Mais imagens | Edifício à Rua Santa Cruz, 536                                            | 23° 15′ 38″ S, 47° 17′ 59″ O                              | bem tombado pelo CONDEPHAAT                                                                            |            |
| Mais imagens | Edifício à Rua Santa Cruz, 552                                            | 23° 15′ 38″ S, 47° 17′ 59″ O                              | bem tombado pelo CONDEPHAAT                                                                            |            |
| Mais imagens | Edifício à Rua Santa Cruz, 568                                            | 23° 15′ 38″ S, 47° 17′ 58″ O                              | bem tombado pelo CONDEPHAAT                                                                            |            |
| Mais imagens | Edifício à Rua Santa Rita, 1071                                           | 23° 15′ 50″ S, 47° 17′ 50″ O                              | bem tombado pelo CONDEPHAAT                                                                            |            |
| Mais imagens | Edifício à Rua Santa Rita, 1117                                           | 23° 15′ 51″ S, 47° 17′ 49″ O                              | bem tombado pelo CONDEPHAAT                                                                            |            |
| Mais imagens | Edifício à Rua Santa Rita, 1319/1325                                      | 23° 15′ 55″ S, 47° 17′ 44″ O                              | bem tombado pelo CONDEPHAAT                                                                            |            |
| Mais imagens | Edifício à Rua Santa Rita, 280                                            | 23° 15′ 32″ S, 47° 18′ 10″ O                              | bem tombado pelo CONDEPHAAT                                                                            |            |
| Mais imagens | Edifício à Rua Santa Rita, 296                                            | 23° 15′ 32″ S, 47° 18′ 09″ O                              | bem tombado pelo CONDEPHAAT                                                                            |            |
| Mais imagens | Edifício à Rua Santa Rita, 451                                            | 23° 15′ 35″ S, 47° 18′ 05″ O                              | bem tombado pelo CONDEPHAAT                                                                            |            |
| Mais imagens | Edifício à Rua Santa Rita, 461                                            | 23° 15′ 35″ S, 47° 18′ 05″ O                              | bem tombado pelo CONDEPHAAT                                                                            |            |
| Mais imagens | Edifício à Rua Santa Rita, 469                                            | 23° 15′ 36″ S, 47° 18′ 05″ O                              | bem tombado pelo CONDEPHAAT                                                                            |            |
| Mais imagens | Edifício à Rua Santa Rita, 572/582                                        | 23° 15′ 39″ S, 47° 18′ 03″ O                              | bem tombado pelo CONDEPHAAT                                                                            |            |
| Mais imagens | Edifício à Rua Santa Rita, 895/901                                        | 23° 15′ 46″ S, 47° 17′ 54″ O                              | bem tombado pelo CONDEPHAAT                                                                            |            |
| Mais imagens | Edifício à Rua Santa Rita, 933                                            | 23° 15′ 47″ S, 47° 17′ 53″ O                              | bem tombado pelo CONDEPHAAT                                                                            |            |
| Mais imagens | Edifício à Rua Santa Rita, 966                                            | 23° 15′ 48″ S, 47° 17′ 53″ O                              | bem tombado pelo CONDEPHAAT                                                                            |            |
| Mais imagens | Edifício à Rua Santa Rita, 978                                            | 23° 15′ 48″ S, 47° 17′ 53″ O                              | bem tombado pelo CONDEPHAAT                                                                            |            |
| Mais imagens | Edifício à Rua Santana, 322                                               | 23° 16′ 00″ S, 47° 18′ 05″ O                              | bem tombado pelo CONDEPHAAT                                                                            |            |
| Mais imagens | Edifício à Rua Sete de Setembro, 136                                      | 23° 15′ 47″ S, 47° 17′ 54″ O                              | bem tombado pelo CONDEPHAAT                                                                            |            |
| Mais imagens | Edifício à Rua Vinte de Janeiro, 253                                      | 23° 15′ 30″ S, 47° 18′ 07″ O                              | bem tombado pelo CONDEPHAAT                                                                            |            |
| Mais imagens | Edifício à Rua Vinte de Janeiro, 265                                      | 23° 15′ 29″ S, 47° 18′ 07″ O                              | bem tombado pelo CONDEPHAAT                                                                            |            |
| Mais imagens | Edifício à Rua Vinte de Janeiro, 273                                      | 23° 15′ 29″ S, 47° 18′ 07″ O                              | bem tombado pelo CONDEPHAAT                                                                            |            |
| Mais imagens | Edifício à Rua XV de Novembro, 10/18                                      | 23° 15′ 47″ S, 47° 18′ 06″ O                              | bem tombado pelo CONDEPHAAT                                                                            |            |
| Mais imagens | Edifício à Rua XV de Novembro, 135                                        | 23° 15′ 49″ S, 47° 18′ 09″ O                              | bem tombado pelo CONDEPHAAT                                                                            |            |
| Mais imagens | Edifício à Rua do Patrocínio, 455/457                                     | 23° 15′ 57″ S, 47° 18′ 02″ O                              | bem tombado pelo CONDEPHAAT                                                                            |            |
| Mais imagens | Edifício à Rua do Patrocínio, 600                                         | 23° 16′ 01″ S, 47° 18′ 00″ O                              | bem tombado pelo CONDEPHAAT                                                                            |            |
| Mais imagens | Edifício à Rua do Patrocínio, 636                                         | 23° 16′ 02″ S, 47° 17′ 59″ O                              | bem tombado pelo CONDEPHAAT                                                                            |            |
| Mais imagens | Edifício à Rua do Patrocínio, s/n, esquina coma Rua 21 de Abril, 178      | 23° 15′ 51″ S, 47° 18′ 07″ O                              | bem tombado pelo CONDEPHAAT                                                                            |            |
| Mais imagens | Edifício à Rua dos Andradas, 180                                          | 23° 15′ 46″ S, 47° 18′ 08″ O                              | bem tombado pelo CONDEPHAAT                                                                            |            |
| Mais imagens | Edifício à Rua dos Andradas, 188                                          | 23° 15′ 46″ S, 47° 18′ 07″ O                              | bem tombado pelo CONDEPHAAT                                                                            |            |
| Mais imagens | Edifício à Rua dos Andradas, 196                                          | 23° 15′ 46″ S, 47° 18′ 07″ O                              | bem tombado pelo CONDEPHAAT                                                                            |            |
| Mais imagens | Edifício à Rua dos Andradas, 237                                          | 23° 15′ 47″ S, 47° 18′ 06″ O                              | bem tombado pelo CONDEPHAAT                                                                            |            |
| Mais imagens | Edifício à Rua dos Andradas, 306                                          | 23° 15′ 49″ S, 47° 18′ 05″ O                              | bem tombado pelo CONDEPHAAT                                                                            |            |
| Mais imagens | Edifício à Rua dos Andradas, 312                                          | 23° 15′ 49″ S, 47° 18′ 04″ O                              | bem tombado pelo CONDEPHAAT                                                                            |            |
| Mais imagens | Edifício à Rua dos Andradas, 353                                          | 23° 15′ 50″ S, 47° 18′ 03″ O                              | bem tombado pelo CONDEPHAAT                                                                            |            |
| Mais imagens | Edifício à Rua dos Andradas, 359                                          | 23° 15′ 50″ S, 47° 18′ 03″ O                              | bem tombado pelo CONDEPHAAT                                                                            |            |
| Mais imagens | Edifício à Rua dos Andradas, 500                                          | 23° 15′ 54″ S, 47° 18′ 00″ O                              | bem tombado pelo CONDEPHAAT                                                                            |            |
| Mais imagens | Edifício à Rua dos Andradas, 514                                          | 23° 15′ 54″ S, 47° 18′ 00″ O                              | bem tombado pelo CONDEPHAAT                                                                            |            |
| Mais imagens | Edifício à Rua dos Andradas, 515                                          | 23° 15′ 54″ S, 47° 17′ 59″ O                              | bem tombado pelo CONDEPHAAT                                                                            |            |
| Mais imagens | Edifício à Rua dos Andradas, 522                                          | 23° 15′ 54″ S, 47° 18′ 00″ O                              | bem tombado pelo CONDEPHAAT                                                                            |            |
| Mais imagens | Edifício à Rua dos Andradas, 523                                          | 23° 15′ 54″ S, 47° 17′ 59″ O                              | bem tombado pelo CONDEPHAAT                                                                            |            |
| Mais imagens | Edifício à Rua dos Andradas, 526                                          | 23° 15′ 54″ S, 47° 17′ 59″ O                              | bem tombado pelo CONDEPHAAT                                                                            |            |
| Mais imagens | Edifício à Rua dos Andradas, 540                                          | 23° 15′ 55″ S, 47° 17′ 59″ O                              | bem tombado pelo CONDEPHAAT                                                                            |            |
| Mais imagens | Edifício à Rua dos Andradas, 541                                          | 23° 15′ 54″ S, 47° 17′ 59″ O                              | bem tombado pelo CONDEPHAAT                                                                            |            |
| Mais imagens | Edifício à Rua dos Andradas, 550                                          | 23° 15′ 55″ S, 47° 17′ 59″ O                              | bem tombado pelo CONDEPHAAT                                                                            |            |
| Mais imagens | Edifício à Rua dos Andradas, 558                                          | 23° 15′ 55″ S, 47° 17′ 59″ O                              | bem tombado pelo CONDEPHAAT                                                                            |            |
| Mais imagens | Edifício à Rua dos Andradas, 617                                          | 23° 15′ 56″ S, 47° 17′ 57″ O                              | bem tombado pelo CONDEPHAAT                                                                            |            |
| Mais imagens | Edifício à Rua dos Andradas, 633                                          | 23° 15′ 56″ S, 47° 17′ 56″ O                              | bem tombado pelo CONDEPHAAT                                                                            |            |
| Mais imagens | Edifício à Rua dos Andradas, 638                                          | 23° 15′ 57″ S, 47° 17′ 57″ O                              | bem tombado pelo CONDEPHAAT                                                                            |            |
| Mais imagens | Edifício à Rua dos Andradas, 657                                          | 23° 15′ 57″ S, 47° 17′ 56″ O                              | bem tombado pelo CONDEPHAAT                                                                            |            |
| Mais imagens | Edifício à Rua dos Andradas, 669                                          | 23° 15′ 57″ S, 47° 17′ 56″ O                              | bem tombado pelo CONDEPHAAT                                                                            |            |
| Mais imagens | Edifício à Rua dos Andradas, 704                                          | 23° 15′ 59″ S, 47° 17′ 55″ O                              | bem tombado pelo CONDEPHAAT                                                                            |            |
| Mais imagens | Edifício à Rua dos Andradas, 712                                          | 23° 15′ 59″ S, 47° 17′ 55″ O                              | bem tombado pelo CONDEPHAAT                                                                            |            |
| Mais imagens | Edifício à Rua dos Andradas, 73                                           | 23° 15′ 43″ S, 47° 18′ 10″ O                              | bem tombado pelo CONDEPHAAT                                                                            |            |
| Mais imagens | Edifício à Rua dos Andradas, 90                                           | 23° 15′ 44″ S, 47° 18′ 09″ O                              | bem tombado pelo CONDEPHAAT                                                                            |            |
| Mais imagens | Edifício à Rua dos Andradas, 96                                           | 23° 15′ 44″ S, 47° 18′ 09″ O                              | bem tombado pelo CONDEPHAAT                                                                            |            |
| Mais imagens | Espaço Cultural Almeida Júnior                                            | 23° 15′ 45″ S, 47° 18′ 04″ O                              | bem tombado pelo CONDEPHAAT                                                                            |            |
| Mais imagens | Faculdade de Filosofia, Ciências e Letras Nossa Senhora do Patrocínio     | 23° 16′ 06″ S, 47° 17′ 57″ O                              | bem tombado pelo CONDEPHAAT                                                                            |            |
| Mais imagens | Fazenda Pirahy                                                            |                                                           | bem tombado pelo CONDEPHAAT                                                                            |            |
| Mais imagens | Fábrica Maria Cândida                                                     | 23° 15′ 39″ S, 47° 18′ 17″ O                              | bem tombado pelo CONDEPHAAT                                                                            |            |
| Mais imagens | Fábrica São Pedro                                                         | 23° 15′ 51″ S, 47° 18′ 17″ O                              | bem tombado pelo CONDEPHAAT                                                                            |            |
| Mais imagens | Hospital São Camilo Santa Casa de Itu                                     | 23° 16′ 14″ S, 47° 17′ 42″ O                              | bem tombado pelo CONDEPHAAT                                                                            |            |
| Mais imagens | Igreja Matriz de Nossa Senhora da Candelária                              | 23° 15′ 51″ S, 47° 17′ 59″ O                              | Património de Influência Portuguesa (base de dados) bem tombado pelo IPHAN bem tombado pelo CONDEPHAAT |            |
| Mais imagens | Igreja Nossa Senhora do Patrocínio                                        | 23° 16′ 07″ S, 47° 17′ 55″ O                              | bem tombado pelo CONDEPHAAT                                                                            |            |
| Mais imagens | Igreja Santa Rita                                                         | 23° 15′ 46″ S, 47° 17′ 54″ O                              | bem tombado pelo CONDEPHAAT                                                                            |            |
| Mais imagens | Igreja São Benedito                                                       | 23° 15′ 39″ S, 47° 17′ 58″ O                              | bem tombado pelo CONDEPHAAT                                                                            |            |
| Mais imagens | Igreja do Patrocínio                                                      | 23° 16′ 06″ S, 47° 17′ 54″ O                              | bem tombado pelo CONDEPHAAT                                                                            |            |
| Mais imagens | Igreja do Senhor Bom Jesus em Itu                                         | 23° 15′ 41″ S, 47° 18′ 08″ O                              | bem tombado pelo CONDEPHAAT                                                                            |            |
| Mais imagens | Igreja e Convento de Nossa Senhora do Carmo                               | 23° 15′ 58″ S, 47° 17′ 51″ O                              | Património de Influência Portuguesa (base de dados) bem tombado pelo IPHAN bem tombado pelo CONDEPHAAT |            |
| Mais imagens | Imóvel à Praça D. Pedro I, nº 14                                          |                                                           | bem tombado pelo CONDEPHAAT                                                                            |            |
| Mais imagens | Imóvel à Praça Duque de Caxias, nº 109                                    | 23° 15′ 49″ S, 47° 17′ 41″ O                              | bem tombado pelo CONDEPHAAT                                                                            |            |
| Mais imagens | Imóvel à Praça Duque de Caxias, nº 63                                     | 23° 15′ 50″ S, 47° 17′ 43″ O                              | bem tombado pelo CONDEPHAAT                                                                            |            |
| Mais imagens | Imóvel à Praça Independência, nº 16                                       |                                                           | bem tombado pelo CONDEPHAAT                                                                            |            |
| Mais imagens | Imóvel à Praça Independência, nº 208                                      |                                                           | bem tombado pelo CONDEPHAAT                                                                            |            |
| Mais imagens | Imóvel à Praça Independência, nº 210                                      |                                                           | bem tombado pelo CONDEPHAAT                                                                            |            |
| Mais imagens | Imóvel à Praça Independência, nº 211                                      |                                                           | bem tombado pelo CONDEPHAAT                                                                            |            |
| Mais imagens | Imóvel à Praça Independência, nº 28                                       |                                                           | bem tombado pelo CONDEPHAAT                                                                            |            |
| Mais imagens | Imóvel à Praça Independência, nº 8                                        |                                                           | bem tombado pelo CONDEPHAAT                                                                            |            |
| Mais imagens | Imóvel à Praça Padre Miguel, nº 23                                        | 23° 15′ 47″ S, 47° 18′ 01″ O                              | bem tombado pelo CONDEPHAAT                                                                            |            |
| Mais imagens | Imóvel à Praça Padre Miguel, nº 39                                        | 23° 15′ 47″ S, 47° 18′ 00″ O                              | bem tombado pelo CONDEPHAAT                                                                            |            |
| Mais imagens | Imóvel à Praça Padre Miguel, nº 55                                        | 23° 15′ 47″ S, 47° 18′ 00″ O                              | bem tombado pelo CONDEPHAAT                                                                            |            |
| Mais imagens | Imóvel à Praça Padre Miguel, nº 56                                        | 23° 15′ 49″ S, 47° 18′ 02″ O                              | bem tombado pelo CONDEPHAAT                                                                            |            |
| Mais imagens | Imóvel à Praça Padre Miguel, nº 63                                        | 23° 15′ 47″ S, 47° 18′ 00″ O                              | bem tombado pelo CONDEPHAAT                                                                            |            |
| Mais imagens | Imóvel à Praça Padre Miguel, nº 65                                        | 23° 15′ 47″ S, 47° 18′ 00″ O                              | bem tombado pelo CONDEPHAAT                                                                            |            |
| Mais imagens | Imóvel à Praça Padre Miguel, nº 74                                        | 23° 15′ 49″ S, 47° 18′ 01″ O                              | bem tombado pelo CONDEPHAAT                                                                            |            |
| Mais imagens | Imóvel à Praça Padre Miguel, nº 83                                        | 23° 15′ 48″ S, 47° 17′ 59″ O                              | bem tombado pelo CONDEPHAAT                                                                            |            |
| Mais imagens | Imóvel à Praça Padre Miguel, nº 93                                        | 23° 15′ 48″ S, 47° 17′ 59″ O                              | bem tombado pelo CONDEPHAAT                                                                            |            |
| Mais imagens | Imóvel à Praça da Bandeira, nº 45                                         | 23° 15′ 45″ S, 47° 17′ 53″ O                              | bem tombado pelo CONDEPHAAT                                                                            |            |
| Mais imagens | Imóvel à Praça da Bandeira, nº 50                                         | 23° 15′ 46″ S, 47° 17′ 53″ O                              | bem tombado pelo CONDEPHAAT                                                                            |            |
| Mais imagens | Imóvel à Praça da Bandeira, nº 54                                         | 23° 15′ 46″ S, 47° 17′ 53″ O                              | bem tombado pelo CONDEPHAAT                                                                            |            |
| Mais imagens | Imóvel à Praça da Bandeira, nº 58                                         | 23° 15′ 46″ S, 47° 17′ 53″ O                              | bem tombado pelo CONDEPHAAT                                                                            |            |
| Mais imagens | Imóvel à Praça da Bandeira, nº 65                                         | 23° 15′ 45″ S, 47° 17′ 53″ O                              | bem tombado pelo CONDEPHAAT                                                                            |            |
| Mais imagens | Imóvel à Praça da Bandeira, nº 77                                         | 23° 15′ 44″ S, 47° 17′ 52″ O                              | bem tombado pelo CONDEPHAAT                                                                            |            |
| Mais imagens | Imóvel à Rua Madre Maria Basília, nº 124                                  |                                                           | bem tombado pelo CONDEPHAAT                                                                            |            |
| Mais imagens | Imóvel à Rua Madre Maria Basília, nº 64                                   |                                                           | bem tombado pelo CONDEPHAAT                                                                            |            |
|              | Imóvel à Rua Marechal Deodoro, nº 447                                     | 23° 15′ 37″ S, 47° 17′ 54″ O                              | bem tombado pelo CONDEPHAAT                                                                            |            |
| Mais imagens | Imóvel à Rua Paula Souza, nº 740                                          | 23° 15′ 47″ S, 47° 18′ 03″ O                              | bem tombado pelo CONDEPHAAT                                                                            |            |
| Mais imagens | Imóvel à Rua Paula Souza, nº 745                                          | 23° 15′ 46″ S, 47° 18′ 02″ O                              | bem tombado pelo CONDEPHAAT                                                                            |            |
| Mais imagens | Imóvel à Rua Paula Souza, nº 746                                          | 23° 15′ 47″ S, 47° 18′ 02″ O                              | bem tombado pelo CONDEPHAAT                                                                            |            |
| Mais imagens | Imóvel à Rua Paula Souza, nº 750                                          | 23° 15′ 47″ S, 47° 18′ 02″ O                              | bem tombado pelo CONDEPHAAT                                                                            |            |
| Mais imagens | Imóvel à Rua Paula Souza, nº 754                                          | 23° 15′ 47″ S, 47° 18′ 02″ O                              | bem tombado pelo CONDEPHAAT                                                                            |            |
| Mais imagens | Imóvel à Rua Paula Souza, nº 755                                          | 23° 15′ 46″ S, 47° 18′ 02″ O                              | bem tombado pelo CONDEPHAAT                                                                            |            |
| Mais imagens | Imóvel à Rua Paula Souza, nº 771                                          | 23° 15′ 47″ S, 47° 18′ 02″ O                              | bem tombado pelo CONDEPHAAT                                                                            |            |
| Mais imagens | Imóvel à Rua Santa Rita, nº 463                                           | 23° 15′ 36″ S, 47° 18′ 05″ O                              | bem tombado pelo CONDEPHAAT                                                                            |            |
| Mais imagens | Imóvel à Rua Santa Rita, nº 685                                           | 23° 15′ 41″ S, 47° 18′ 00″ O                              | bem tombado pelo CONDEPHAAT                                                                            |            |
| Mais imagens | Imóvel à Rua dos Andradas, nº 150                                         |                                                           | bem tombado pelo CONDEPHAAT                                                                            |            |
| Mais imagens | Instituto Borges                                                          | 23° 16′ 04″ S, 47° 17′ 41″ O                              | bem tombado pelo CONDEPHAAT                                                                            |            |
| Mais imagens | Maternidade                                                               |                                                           | bem tombado pelo CONDEPHAAT                                                                            |            |
| Mais imagens | Mercado Municipal de Itu                                                  | 23° 15′ 46″ S, 47° 17′ 51″ O                              | bem tombado pelo CONDEPHAAT                                                                            |            |
| Mais imagens | Mosteiro Redentorista                                                     | 23° 16′ 10″ S, 47° 17′ 35″ O                              | bem tombado pelo CONDEPHAAT                                                                            |            |
| Mais imagens | Museu Republicano Convenção de Itu                                        | 23° 15′ 51″ S, 47° 17′ 57″ O                              | bem tombado pelo IPHAN bem tombado pelo CONDEPHAAT                                                     |            |
| Mais imagens | Museu da Energia                                                          | 23° 15′ 44″ S, 47° 18′ 04″ O                              | bem tombado pelo CONDEPHAAT                                                                            |            |
| Mais imagens | Oficina Mecânica Gazzola                                                  | 23° 15′ 49″ S, 47° 17′ 42″ O                              | bem tombado pelo CONDEPHAAT                                                                            |            |
| Mais imagens | Pedreira de Varvitos                                                      | 23° 16′ 03″ S, 47° 19′ 10″ O 23° 16′ 02″ S, 47° 19′ 12″ O | bem tombado pelo CONDEPHAAT                                                                            |            |
| Mais imagens | Regimento Deodoro                                                         | 23° 15′ 50″ S, 47° 17′ 41″ O                              | bem tombado pelo CONDEPHAAT                                                                            |            |
| Mais imagens | Sede da Fazenda junto ao Forum                                            | 23° 15′ 29″ S, 47° 17′ 43″ O                              | bem tombado pelo CONDEPHAAT                                                                            |            |

∑ 259 items.